# Lijst van beelden in Simpelveld
Dit is een (onvolledige) chronologische lijst van beelden in Simpelveld. Onder een beeld wordt hier verstaan elk driedimensionaal kunstwerk in de openbare ruimte van de Nederlandse gemeente Simpelveld, waarbij beeld wordt gebruikt als verzamelbegrip voor sculpturen, standbeelden, installaties, gedenktekens en overige beeldhouwwerken.
Voor een volledig overzicht van de beschikbare afbeeldingen zie de categorie Beelden in Simpelveld op Wikimedia Commons.
| Geplaatst | Omschrijving                   | Kunstenaar         | Straat                             | Plaats     | Materiaal   | Afbeelding |
| --------- | ------------------------------ | ------------------ | ---------------------------------- | ---------- | ----------- | ---------- |
| ca 1900   | Sint Joris                     |                    | Parkhof                            | Simpelveld |             |            |
|           | (beeld gevel)                  |                    | Pastoor Neujeanstraat              | Bocholtz   |             |            |
| 1919      | Heilig Hartbeeld (Bocholtz)    |                    | Kerkstraat, kerk                   | Bocholtz   | brons       |            |
| ca 1925   | Heilige Remigius               |                    | Pastoriestraat, kerk               | Simpelveld |             |            |
| ca 1925   | (deur reliëfs)                 |                    | Pastoriestraat, kerk               | Simpelveld |             |            |
| ca 1927   | (beeld)                        |                    | Pater Damiaanstraat                | Simpelveld |             |            |
| 1940      | Heilig Hartbeeld (Simpelveld)  | Charles Vos        | Doctor Poelsplein                  | Simpelveld |             |            |
| 1989      | D'r Klonemaan (André Jorissen) | Truus Coumans      | Panneslagerstraat / Pastoriestraat | Simpelveld | brons       |            |
| 1994      | Poort                          | Désirée Tonnaer    | Markt / Dorpsstraat                | Simpelveld | brons       | De Poort   |
| 2013      | Clara Fey (monument)           |                    | Kloosterstraat                     | Simpelveld | cortenstaal |            |
| 2015      | Historisch monument            | Alfons Stadhouders | Markt                              | Simpelveld | natuursteen |            |
| 2020      | Sjeng en Joep (Monument)       | Wil van der Laan   | Schoolstraat / Groene Boord        | Simpelveld | brons       |            |
| 2021      | De Verbintenis (romeinse vaas) | Tanja Ritterbex    | Bocholtzerweg / N281               | Simpelveld | aluminium   |            |